# Nok Air
Nok Air (tiếng Thái: นกแอร์) là một hãng hàng không giá rẻ, có trụ sở tại Bangkok, Thái Lan. Trung tâm hoạt động chính của hãng tại Sân bay quốc tế Bangkok.

## Lịch sử
Hãng này được thành lập vào tháng 12 năm 2003 và bắt đầu hoạt động vào ngày 23 tháng 7 năm 2004. Đây là một liên danh của 10 công ty. Các cổ đông chính là: Thai Airways International (39%), Dhipaya Insurance (10%), Government Pension Fund (10%), Krung Thai bank (10%), Crown Property Bureau (6%), ING Funds (5%), King Power (5%), Patee Sarasin (5%), Siam Commercial Bank Securities (5%) and Supapong Asvinvichit (5%). 
- Nok Air bắt đầu phục vụ tuyến quốc tế đến Bengaluru ở Ấn Độ ngày 31 tháng 5 năm 2007, bay hàng ngày.
- Sau đó, Nok Air đã có những chuyến bay đến Việt Nam (Hà Nội). Đến nay Nok Air đã mở đường bay tới hơn 40 điểm đến chủ yếu là nội địa và một số chặng quốc tế tới Lào, Myanmar, Trung Quốc và Việt Nam.

## Các điểm đến

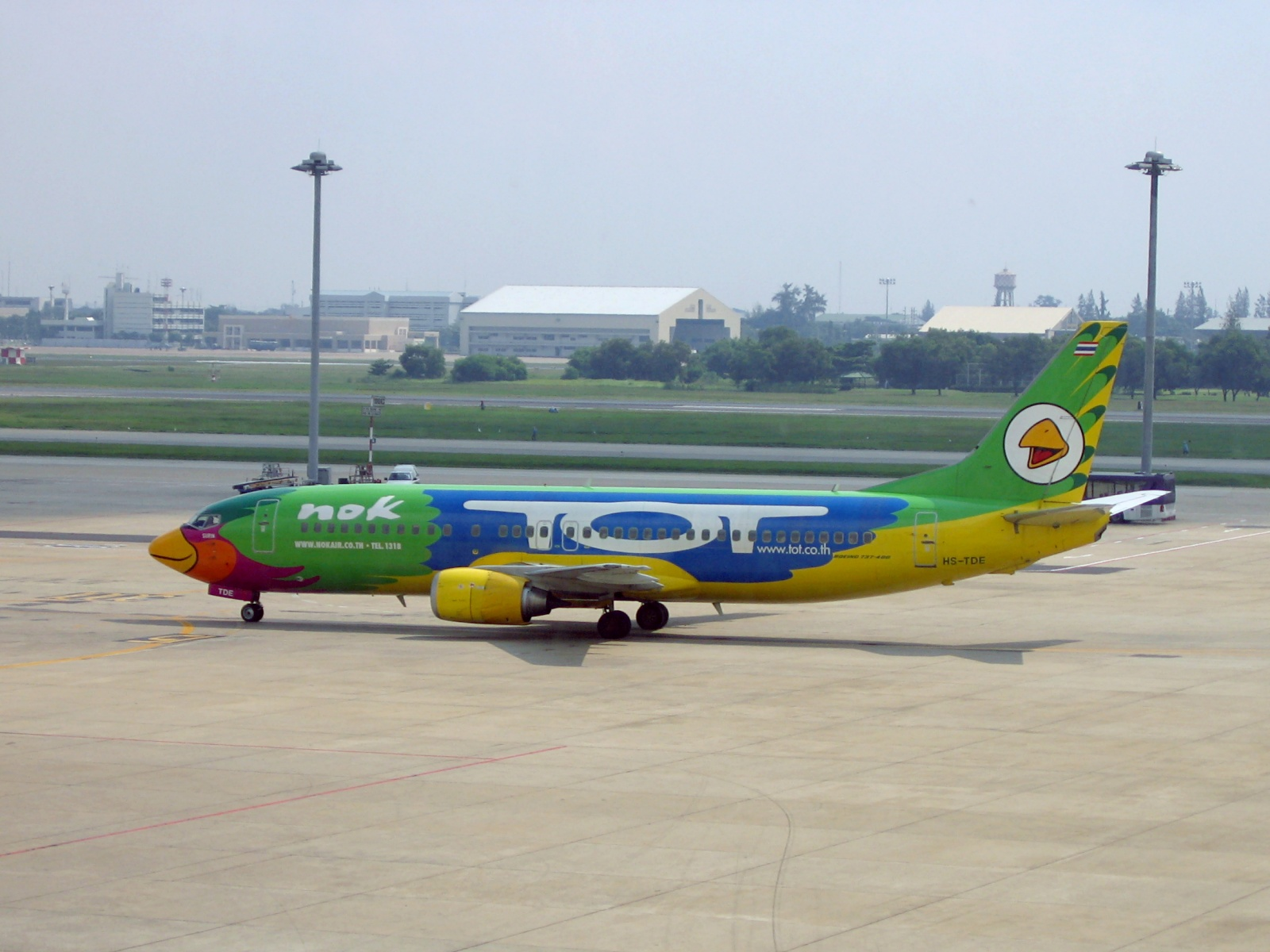
Nok Air Boeing 737-400

### Nội địa
- Bangkok
- Chiang Mai
- Chiang Rai
- Hat Yai
- Krabi
- Mae Hong Son
- Nakhon Si Thammarat
- Phuket
- Trang
- Udon Thani
- Ubon Ratchathani

### Điểm đến trước đây

#### Nội địa
- Loei (Sân bay Loei)
- Phitsanulok (Sân bay Phitsanulok)

#### Quốc tế
- Ấn Độ
  - Bangalore (Sân bay quốc tế Bangalore)
- Việt Nam
  - Hà Nội (Sân bay quốc tế Nội Bài)
  - Thành phố Hồ Chí Minh (Sân bay quốc tế Tân Sơn Nhất)

## Đội tàu bay
- 2 Boeing 737-800
- 8 Boeing 737-400
- 2 ATR 72-200
- 6 Bombardier Dash 8 Q400 NextGen